# (6508) Rolčík
(6508) Rolčík est un astéroïde de la ceinture principale.

## Description
(6508) Rolčík est un astéroïde de la ceinture principale. Il fut découvert le 22 août 1982 à l'Observatoire Kleť par Antonín Mrkos. Il présente une orbite caractérisée par un demi-grand axe de 2,71 UA, une excentricité de 0,21 et une inclinaison de 6,2° par rapport à l'écliptique.

## Compléments